# Одесский коммерческий банк
Одесский коммерческий банк — крупная кредитно-финансовая компания юга Российской империи последней трети XIX в. Правление компании располагалось в Одессе.

## История

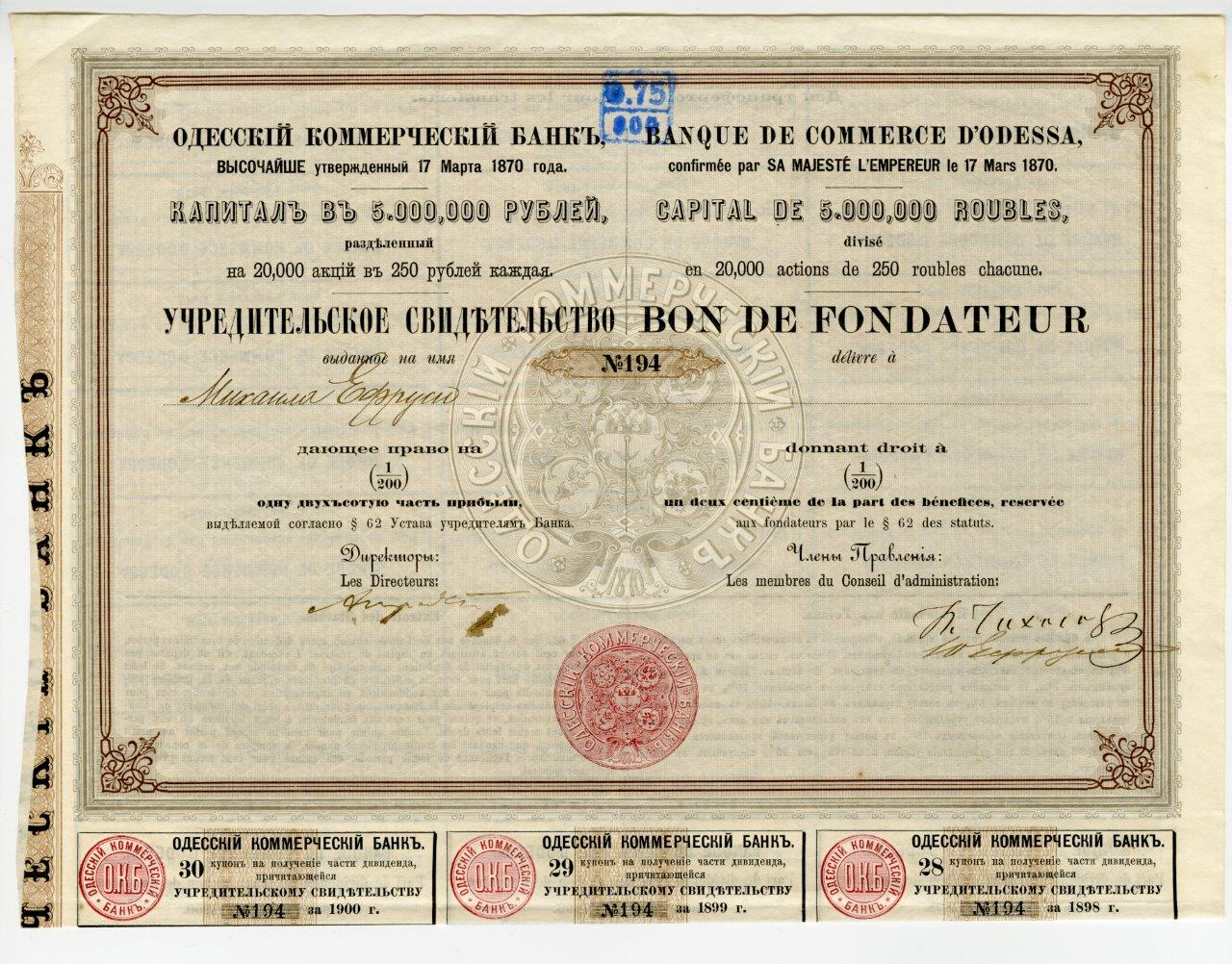
Учредительское свидетельство на 1/200 часть прибыли, выданное на имя Эфрусси, Михаил Одесского коммерческого банка. Одесса, 1870 г.

К середине XIX в., спустя всего несколько десятилетий после своего основания, Одесса  превратилась в один из основных банковских центров юга Российской империи. Этому способствовала активно развивающаяся торговля «Южной Пальмиры»,  в первую очередь – хлебный экспорт.
Началом банковского бизнеса в Одессе явились меняльные лавки, где с разрешения властей производился обмен денег. Менялы пришли в город из стран Средиземноморья вместе с купцами,  коммивояжёрами, прочими деловыми людьми и прочно здесь обосновались. Им-то и пришли на смену стремительно зарождающиеся банкирские дома. Скажем, обороты одного только банкирского дома Рафаловича, активно работавшего в регионе в 1833-1890 гг., в конце 1860-х гг. доходили до 50 миллионов рублей в год.
Владельцы частных банкирских домов являлись соучредителями акционерных банков и небанковских кредитных организаций (товарищества взаимного поземельного кредита, основанного в 1866 г. и др.) Среди учредителей Одесского коммерческого банка в 1870 г. были виднейшие представители одесской деловой элиты того времени Герман и Лев Рафаловичи, представитель знаменитой банкирской династии Эфрусси Игнатий Эфрусси, Федор Родоканаки,
а также, как явствует из Примечания к 1-му Параграфу главы I  Высочайше утвержденного 17 марта 1870 г. Устава банка: 

Учредители Банка суть: генерал-адъютант граф Строганов, генерал-адъютант князь Семён Воронцов, свиты Его величества контр-адмирал Николай Чихачев, потомственные почетные граждане: Герман и Лев Рафаловичи, Игнатий Эфрусси, Гораций Гинцбург и Иван Мавро, статский советник Григорий Маразли (городской голова Одессы в 1878-1906 гг.), коммерции советники Леон Эфрусси, Александр Новиков, Фёдор Родоконаки
.
Основной акционерный капитал Одесского коммерческого банка на момент учреждения составлял 5 млн. руб. В 1878 г. Одесский акционерный был преобразован в Одесский учетный банк.